# Roederiodes wolongensis
Roederiodes wolongensis är en tvåvingeart som beskrevs av Horvat 1994. Roederiodes wolongensis ingår i släktet Roederiodes och familjen dansflugor.
Artens utbredningsområde är Sichuan (Kina). Inga underarter finns listade i Catalogue of Life.